# Viola cryana
Viola cryana är en violväxtart som beskrevs av François Xavier Gillot. Viola cryana ingår i släktet violer, och familjen violväxter. Inga underarter finns listade i Catalogue of Life.